# Jacob Francis Huhn
Pour les articles homonymes, voir Huhn.
Jacob Francis Huhn (5 août 1893-4 mars 1960) est un homme politique canadien de la Colombie-Britannique. Il est député provincial créditiste dans la circonscription britanno-colombienne de North Peace River de 1960 à 1966,.
Il échoue à être réélu à titre de candidat indépendant lors de l'élection de 1966.